# Kolumbijští Američané
Kolumbijští Američané (španělsky: Colomboestadounidenses) jsou Američané, kteří mohou vystopovat svůj původ do Kolumbie. Tento termín může označovat někoho, jehož původ je úplně nebo částečně kolumbijský, ale kdo se narodil v USA, nebo někoho, kdo emigroval do USA z Kolumbie. Kolumbijští Američané jsou šestou největší latinskoamerickou skupinou a největší jihoamerickou hispánskou skupinou ve Spojených státech.
Mnoho komunit po celých Spojených státech má významné počty kolumbijských Američanů. Florida (1,03 milionu v roce 2017) má nejvyšší koncentraci kolumbijských Američanů v USA (částečně je to proto, že je Kolumbii blízko), následuje New York (503 128), New Jersey (238 551), Kalifornie (115 392) a Texas (105 929).

## Demografie
Podle sčítání lidu z roku 2000, žilo 478 600 Kolumbijců v metropolitní oblasti New Yorku a 369 200 Kolumbijců žilo v metropolitní oblasti Miami. Největší kolumbijská komunita žije v oblasti Jižní Floridy (Doral, Kendall, Weston a Hialeah) s populací 338 768 obyvatel a Jackson Heights v okrese Queens v New Yorku.
V New Yorku se velké kolumbijské komunitě daří a rozšiřuje se od doby, kdy v 70. letech začala vlna imigrace. Jackson Heights v okrese Queens byl v 80. letech silně kolumbijský, ale usadily se zde další skupiny přistěhovalců, zejména Ekvádorci a Mexičané. Mnoho vysídlených Kolumbijců se přestěhovalo do přilehlých oblastí, jako je Elmhurst, East Elmhurst, Corona, zatímco bohatší kolumbijští přistěhovalci se dostali dále do College Point a Flushing. Okres Queens má ze všech krajů stále největší koncentraci Kolumbijců ve Spojených státech (zhruba 155 000).